# Streptobacillus moniliformis
Bei Bakterien der Art Streptobacillus moniliformis (Erstisolation 1914 durch den Tierarzt Hugo Schottmüller), handelt es sich um gramvariable, gewundene Stäbchenbakterien die zur Familie der Leptotrichiaceae gehören.
Das Wort „Streptobacillus“ setzt sich dabei aus den Wortteilen strepto (griechisch für gewunden, kurvenförmig) und bacillus (Stäbchen) zusammen und leitet sich aus der mikroskopischen Ansicht der Bakterien ab. Der Artname „moniliformis“ bezieht sich ebenfalls auf die mikroskopische Ansicht und bedeutet kettenförmig, denn Bakterien der Gattung Streptobacillus neigen dazu sich kettenförmig zusammenzulagern. Stoffwechselphysiologisch ist deren Hauptmerkmal die sogenannte Mikroaerophilie, das heißt, dass sie für optimale Wachstumsbedingungen eine stark sauerstoffreduzierte Atmosphäre, benötigen. Betreffend die Temperatur, gedeihen sie mesophil, vermehren sich also zwischen 20 °C und 45 °C. Es können zwei unterschiedliche Varianten des Bakteriums in auftreten. Einerseits die humanpathogene (den Menschen krankmachende) bazilläre Form und dem entgegengestellt die sogenannte L-Form, bei der eine funktionierende Zellwand fehlt. Letztere wird als apathogen beschrieben und wirkt optisch spiegeleiähnlich.

## Vorkommen
Streptobacillus moniliformis gehört zur Normalflora des Oropharynx (Nasenrachenraum) vieler Nagetiere wie beispielsweise Rennmäusen, Hörnchen, Wild- oder Hausratten, kann aber auch aus verschiedenen anderen mikrobiologischen Materialien weiterer Tiere nachgewiesen werden. Während Ratten in der Regel nicht erkranken, wurde Streptobacillus moniliformis für andere Tiere und auch für den Menschen bereits seit den 1920er Jahren bei Nachweis als ernstzunehmender Krankheitserreger beschrieben. Nachweisfähige Materialien sind u. a. Blut, Milch, Fäkalien und Gelenkpunktate.

## Medizinische Relevanz
Bakterien der Art Streptobacillus moniliformis sind sowohl human- wie tiermedizinisch relevant und können Zoonosen auslösen. Hervorzuheben sind Haverhill-Fieber und Rattenbissfieber. Letzteres kann allerdings auch durch Spirillum minus ausgelöst werden. Fälle von Haverhill-Fieber (Ausbrüche von fieberhaften, systemischen streptobazillären Erkrankungen) stammen quasi ausschließlich aus der Zeit, in der Kuhmilch vor dem Verzehr durch Menschen nicht pasteurisiert wurde. Die Erstbeschreibung geht auf den zweiten großen Ausbruch in den USA von 1925/1926 in Haverhill im Bundesstaat Massachusetts zurück. Hier fiel eine ungewöhnliche Häufung eines Symptomenkomplexes aus Fieber, Gelenkbeschwerden und Hauterscheinungen (Effloreszenzen) mit abrupten Krankheitsbeginn auf. Diese Kombination an Symptomen ist zwar typisch für die Erkrankung, jedoch verhältnismäßig unspezifisch. Diverse sehr unterschiedliche andere Infektionserkrankungen könnten dies auch auslösen, wie unter anderem Borreliose, Dengue-Fieber, Pappataci-Fieber, aber auch immunologische Leiden aus dem Rheumatischen Formenkreis. Rattenbissfieber hingegen geht in vielen Fällen auf die namensgebenden Rattenbisse zurück und stellt sich analog zum Haverhill-Fieber dar. Es kann hier zu schwerwiegenden Folgen wie Endokarditis, septischer Arthritis, Abszessen in Gehirn und anderen Geweben kommen. Die Diagnose eines Haverhill-Fiebers oder eines Rattenbissfiebers ist in Regionen wie Mitteleuropa sehr schwierig, weil die Kombination aus unspezifischen Symptomen gepaart mit dem seltenen Vorkommen, behandelndes medizinisches Personal vor allem vor das Problem stellt, im Zweifelsfall daran denken und gezielt danach suchen zu müssen. Dazu muss bedacht werden, dass es sich um schwierig zu kultivierende Erreger handelt, deren Wachstum durch vielerlei Faktoren gehemmt werden kann – ein negatives Ergebnis würde darum eine Erkrankung an Rattenbissfieber nicht unbedingt ausschließen. Die Diagnosefindung ist aber wegen der genannten möglichen Komplikationen und wegen einer Mortalität von 10 % nicht nur von akademischem Interesse, sondern hat bedeutende Auswirkungen auf die Gesundheit von Betroffenen.
Im Erkrankungsfall können Makrolidantibiotika oder Doxycyclin eingesetzt werden.